# London Masters
London Masters – nierankingowy turniej snookera odbywający się w latach 1989–1991. Wszystkie trzy edycje odbyły się w Café Royal w Londynie i były sponsorowane przez Continental Airlines. Stephen Hendry wygrał obie pierwsze edycje wydarzenia, pokonując dwukrotnie Johna Parrotta w finale tym samym wynikiem 4–2. Ostatni turniej, które odbył się w 1991 roku, wygrał Steve Davis, pokonując Hendry’ego 4–0.

## Nagroda pieniężna
W pierwszej edycji turnieju w 1989 r. pula nagród wynosiła 35 000 funtów, która w kolejnych dwóch sezonach wzrosła do 40 000 funtów. Nie było nagrody za najwyższy break turnieju.

## Zwycięzcy
| Rok  | Zwycięzca      | Przeciwnik     | Wynik | Sezon   |
| ---- | -------------- | -------------- | ----- | ------- |
| 1989 | Stephen Hendry | Jan Parrott    | 4–2   | 1988/89 |
| 1990 | Stephen Hendry | Jan Parrott    | 4–2   | 1989/90 |
| 1991 | Steve Davis    | Stephen Hendry | 4–0   | 1990/91 |